# Samuel Hübinette
Samuel Hübinette (ur. 15 września 1971 w Jokkmokk) – szwedzki kierowca driftingowy i rallycrossowy. Znany pod pseudonimem „Crazy Swede”.

## Motosport
Hübinette już w wieku 8 lat jeździł samochodem ojca po zamarzniętych jeziorach. Gdy skończył 16 lat, rozpoczął starty w zawodach rallycrossowych w Szwecji. 7 lat później został kierowcą testowym Volvo. W tym czasie pełnił rolę kaskadera podczas kręcenia reklam Volvo. W latach 1996–2000 brał udział w wyścigach samochodów turystycznych w zespole Team TDR. Po 9 latach pracy dla Volvo wyjechał do Newport Beach w Stanach Zjednoczonych. W USA Hübinette startował za kierownicą BMW. Później został instruktorem jazdy w Skip Barber Racing School.
W 2004 dołączył do nowo powstałej serii – Formuły Drift. Startował on samochodem Mopar Viper Competition Coupe. Szwed wygrał inauguracyjne zawody na torze Road Atlanta, a następnie jeszcze dwie z trzech pozostałych rund. Dzięki temu został pierwszym mistrzem Formuły Drift. W kolejnym sezonie przegrał tytuł z Rhysem Millenem. W roku 2006 zdobył drugi mistrzowski tytuł tej serii. Rok później był piąty. W 2008 był drugi, przegrywając o 55 punktów z Tannerem Foustem. W 2009 zajął czwartą pozycję. W kolejnym sezonie był 10. W 2011 odpuścił dwie rundy i został sklasyfikowany na 31 pozycji.
W latach 2007–2008 wziął także udział w Szwedzkich zawodach Camaro Cup Racing Series. Zajął on w nich drugą oraz trzecią pozycję.
W 2012 porzucił starty w Formule Drift i zadebiutował w Global RallyCross. Dołączył on do zespołu Scott-Eklund Racing wystawiającego Saaby 9-3. Sezon rozpoczął od 5 miejsca na Charlotte Motor Speedway. W Teksasie był 7. X Games zakończył na 9 pozycji. Na New Hampshire Motor Speedway zajął drugie miejsce. Podczas dwóch ostatnich eliminacji w Las Vegas był 12 oraz 4. Sezon zakończył na 3 pozycji w klasyfikacji generalnej z dorobkiem 63 punktów.
Hübinette jest członkiem LAMotorsports, która zrzesza kierowców kaskaderów. Pracował on podczas kręcenie filmów Za szybcy, za wściekli, Szybko i wściekle, Szybcy i wściekli 5, Adrenalina 2. Pod napięciem, Wybuchowa para oraz w kilku reklamach samochodów.

## Życie osobiste
W 2006 roku zdobył obywatelstwo Stanów Zjednoczonych.
W grudniu 2006 poślubił swoją narzeczoną, Stinę.